# Portal Tomb von Ballaghanea

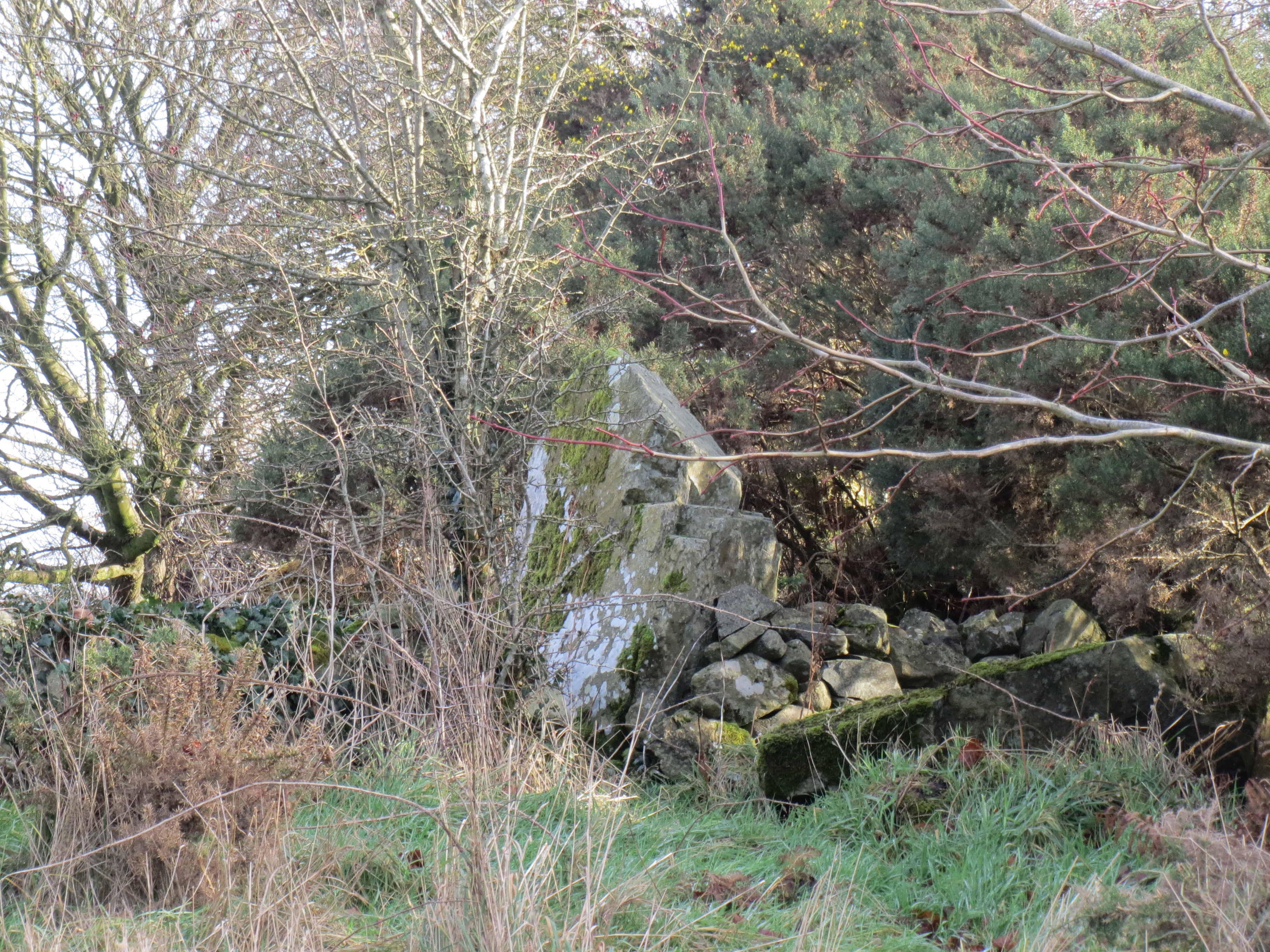
Portal Tomb von Ballaghanea

Das Portal Tomb von Ballaghanea (auch Giant’s Grave genannt) bei Virginia, östlich des Lough Ramor im Süden des County Cavan in Irland wurde vom damaligen Besitzer, der dachte, es sei ein Schatz im Grab vergraben, im 19. Jahrhundert fast völlig zerstört. Als Portal Tombs werden auf den Britischen Inseln und in Irland Megalithanlagen bezeichnet, bei denen zwei gleich hohe, aufrecht stehende Steine mit einem Türstein dazwischen, die Vorderseite einer Kammer bilden, die mit einem zum Teil gewaltigen Deckstein bedeckt ist.
Erhalten ist ein Portalstein, etwas vom Cairn, Mauerwerk und der verlagerte Deckstein in der Nähe.